# Zeiss Planar 50/0,7

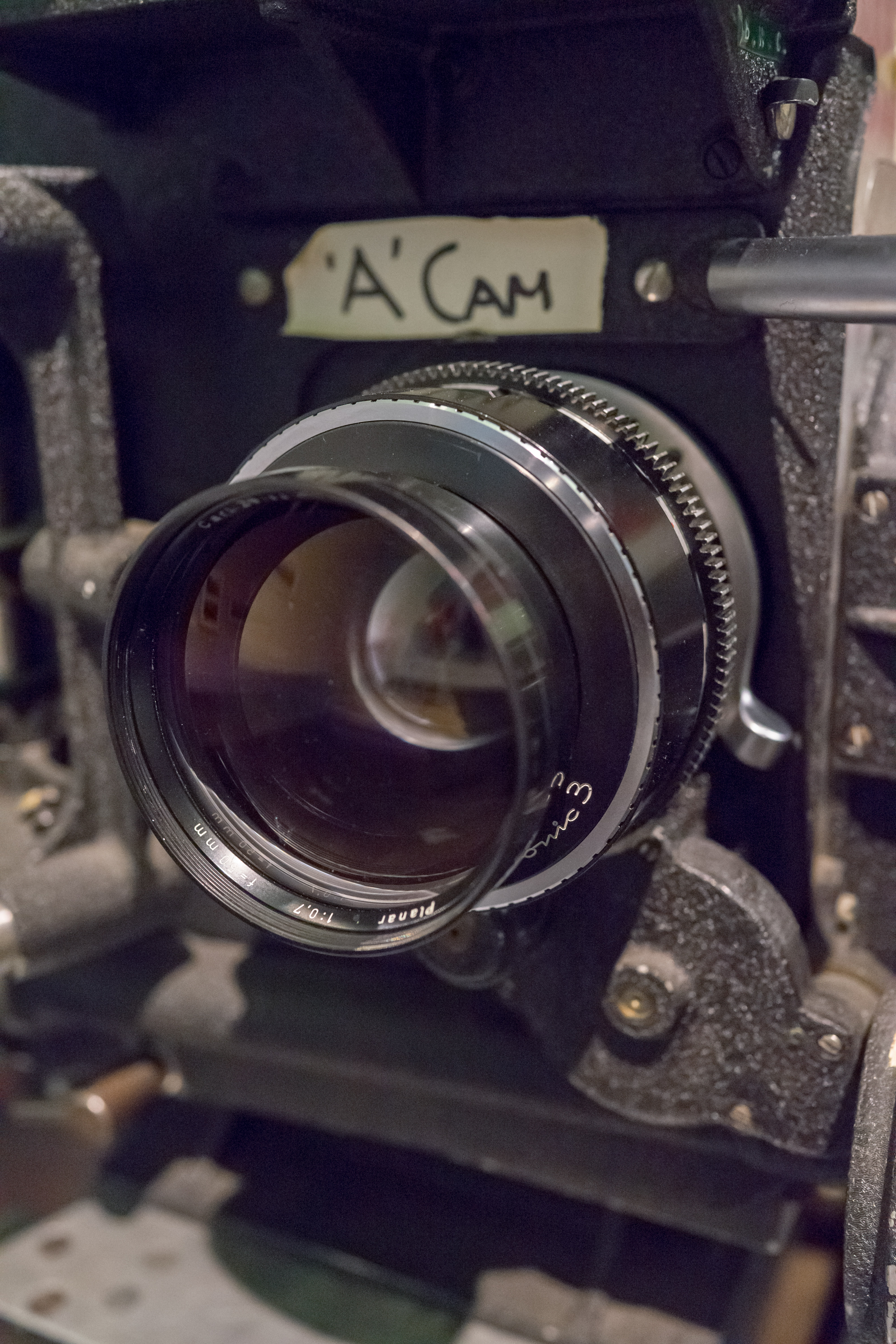
Объектив Zeiss Planar 50 mm f/0,7 на киносъёмочном аппарате

Zeiss Planar 50 мм f/0,7 — один из самых светосильных в истории фотографии объективов.
Был спроектирован Эрхардом Глатцелем на основе одной из самых известных оптических схем Zeiss Planar и стал логическим продолжением разработки 1937 года со светосилой f/0,85, предназначавшейся для флюорографии. Planar 50/0,7 изготовлен специально для американской лунной программы Apollo для съёмки обратной стороны Луны в 1966 году. Для оптического расчёта объектива использован один из первых транзисторных компьютеров IBM 7090.
Всего было выпущено 10 экземпляров такого объектива, один из которых находится у Carl Zeiss, и шесть у НАСА. Каждый «космический» экземпляр обошёлся NASA в сумму около миллиона долларов США. Ещё три экземпляра изготовлены в «бюджетном» варианте по заказу Стэнли Кубрика и отличаются от остальных уменьшенным использованием редкоземельных элементов. Кроме того, в них отсутствует центральный фотозатвор Compur Electronic, устанавливавшийся в штатном исполнении NASA, и по некоторым данным фокусное расстояние одного из объективов уменьшено до 36,5 мм с помощью афокальной насадки. Стэнли Кубрик установил объектив на стандартную в Голливуде синхронную камеру Mitchell BNC с обычным дисковым обтюратором, поскольку из-за чрезвычайно короткого заднего отрезка Planar 50/0,7 непригоден для работы с зеркальным обтюратором. 
Камера с этими объективами (один из них без насадки, другой с насадкой для съёмки общих планов) использована при съёмке отдельных сцен фильма «Барри Линдон», для освещения которых впервые в практике мирового кинематографа использованы только стеариновые свечи, без какой-либо дополнительной подсветки. Позднее объектив использовался голливудскими кинооператорами при съёмках других фильмов, таких как «Список Шиндлера», «Английский пациент», «Влюблённый Шекспир». Третий объектив по тем же данным был модифицирован насадкой до фокусного расстояния 24 мм для широкоформатной кинематографической системы Dimension-150. Однако так и не был ни разу использован, поскольку от киносистемы отказались после съёмки всего двух картин.
Современный производитель кинооборудования P+S Technic предлагает в аренду комплект Kubrick Collection: цифровую кинокамеру PS-Cam X35 с объективами Zeiss Planar 50 mm f/0,7 и Zeiss Planar 30 mm f/0,7.